# Gypsy Magic
Gypsy Magic é um filme de drama norte-macedônico de 1997 dirigido e escrito por Stole Popov. Foi selecionado como representante da hoje Macedônia do Norte à edição do Oscar 1998, organizada pela Academia de Artes e Ciências Cinematográficas.

## Elenco
- Bekir Adnan
- Ali Ahmed
- Petre Arsovski